# 세계 복싱 연맹

세계 복싱 연맹(World Boxing 월드 복싱[*])은 아마추어 복싱을 규제하는 국제 스포츠 기구이다. 2023년 4월 13일에 설립되었으며 현재 84개 회원 연맹으로 구성되어 있다. 국제 올림픽 위원회에서 임시로 인정하고 있다.
이 기구는 국제 복싱 협회가 직면한 지속적인 거버넌스와 성실성 문제에 대응하여 설립되었으며, 이로 인해 IOC에서 정지되었고 나중에는 추방되었다. 창립 회원은 우마르 크렘레프 대통령과 러시아의 우크라이나 침공 중에 조직의 거버넌스와 재정에 대한 투명성을 요구하고 복싱을 올림픽 종목으로 유지하기 위해 캠페인을 벌인 IBA 회원 그룹인 "공동의 대의 동맹"(Common Cause Alliance)에서 선발되었다. 2025년 3월, IOC 집행위원회는 복싱을 2028년 올림픽에 다시 포함하도록 권고했다.